# Melanagromyza bonavistae
Melanagromyza bonavistae är en tvåvingeart som beskrevs av Greathead 1971. Melanagromyza bonavistae ingår i släktet Melanagromyza och familjen minerarflugor. Inga underarter finns listade i Catalogue of Life.